# De rödgröna

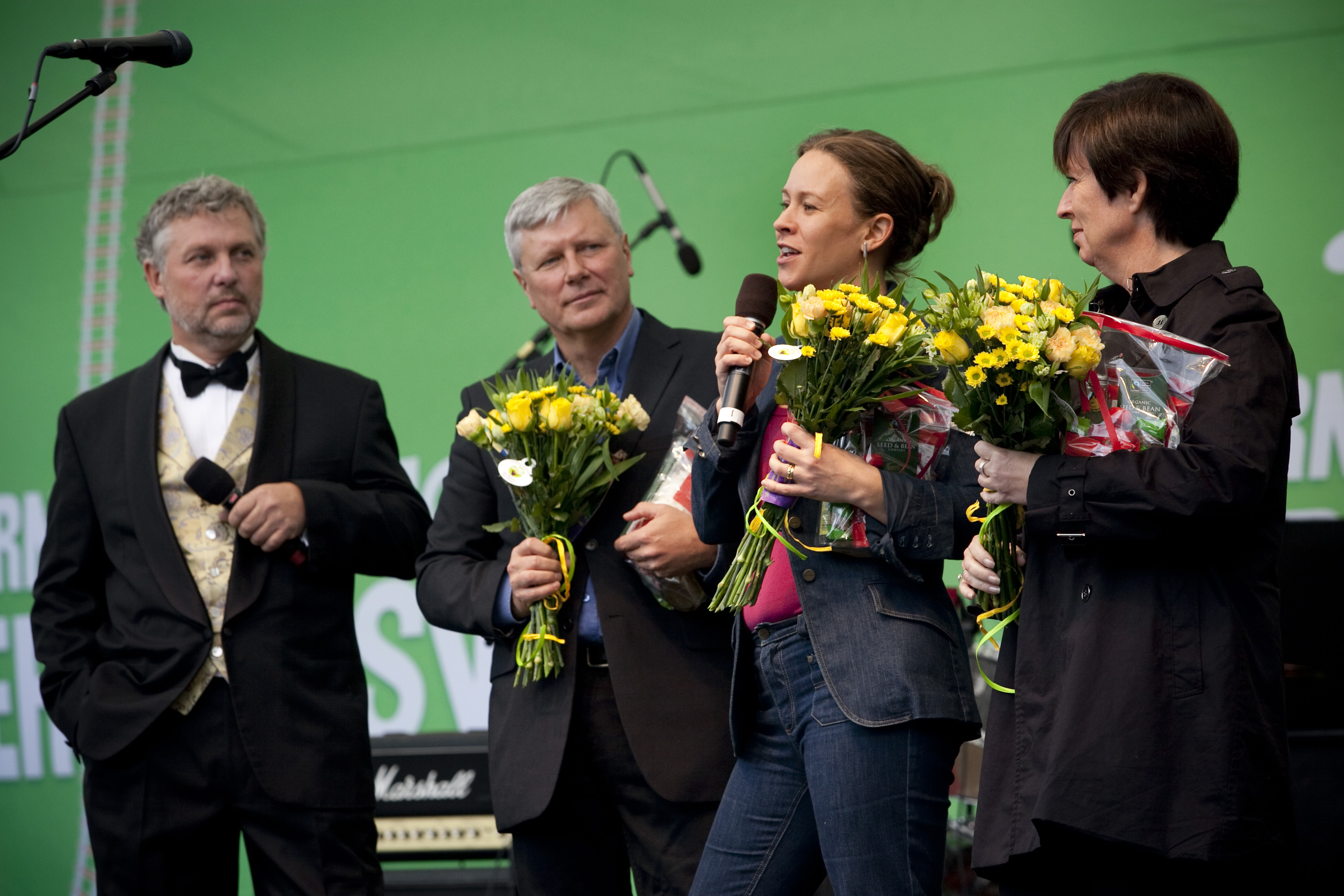
De rödgröna på Miljöpartiets Gröna dag i Kungsträdgården i Stockholm 18 september 2010.

De rödgröna är ett inofficiellt samlingsnamn på de tre svenska partierna Socialdemokraterna (S), Vänsterpartiet (V) och Miljöpartiet (MP). På senare år kan även Centerpartiet (C) ingå i begreppet.
Namnet användes ursprungligen på dessa partiers fördjupade samarbete inför riksdagsvalet i Sverige 2010, då partierna ämnade att möta den sittande borgerliga alliansregeringen genom att söka mandat för en rödgrön koalitionsregering i form av en "gemensam regeringsplattform" bestående av "tydliga och långsiktiga besked inom viktiga politiska områden".  Namnet De rödgröna var en sammansättning av partiernas politiska färger, vilka grundar sig på Socialdemokraternas och Vänsterpartiets röda socialism och Miljöpartiets gröna ideologi. Grupperingen skapades i december 2008 och upplöstes i oktober 2010, två månader efter valet.

## Bakgrund
Socialdemokraterna har kallats för Sveriges statsbärande parti och har styrt landet ensamt i minoritetsregeringar huvuddelen av tiden sedan 1950-talet, då Centerpartiet (dåvarande Bondeförbundet) föll på ATP-frågan, med parlamentariskt stöd av Vänsterpartiet. En orsak som ofta framförts som kraftigt bidragande till det här har varit borgerlig splittring, det vill säga att de svenska borgerliga partierna ofta varit oense sinsemellan samt avsaknad av blockpolitik, vilket möjliggjort för Socialdemokraterna att välja olika samarbetspartier i olika frågor, ofta Centerpartiet och Liberalerna. Centerpartiet avbröt 1998 sitt parlamentariska samarbete med Socialdemokraterna, som den dåvarande partiledaren Olof Johansson påbörjade 1995, och profilerade sig tydligare som ett borgerligt parti, samtidigt som Folkpartiet efter Bengt Westerbergs tid som partiledare också kom att satsa på borgerlig samverkan, vilket i kombination med att Fredrik Reinfeldt myntade "de nya Moderaterna" föranledde de här tre partierna att, tillsammans med Kristdemokraterna, utropa sig till Allians för Sverige (2004).
Miljöpartiet kom in i Sveriges riksdag 1988, som det första nya partiet på 70 år, och samarbetade i viss mån med Socialdemokraterna redan då. Partiet lämnade riksdagen vid valet 1991 och återvände 1994 och inledde ett parlamentariskt samarbete med Socialdemokraterna och Vänsterpartiet 1998. Tillsammans kom partierna att lägga fram 15 gemensamma statsbudgetar fram till 2006 då de fyra borgerliga partierna vann riksdagsvalet och bildade regering.

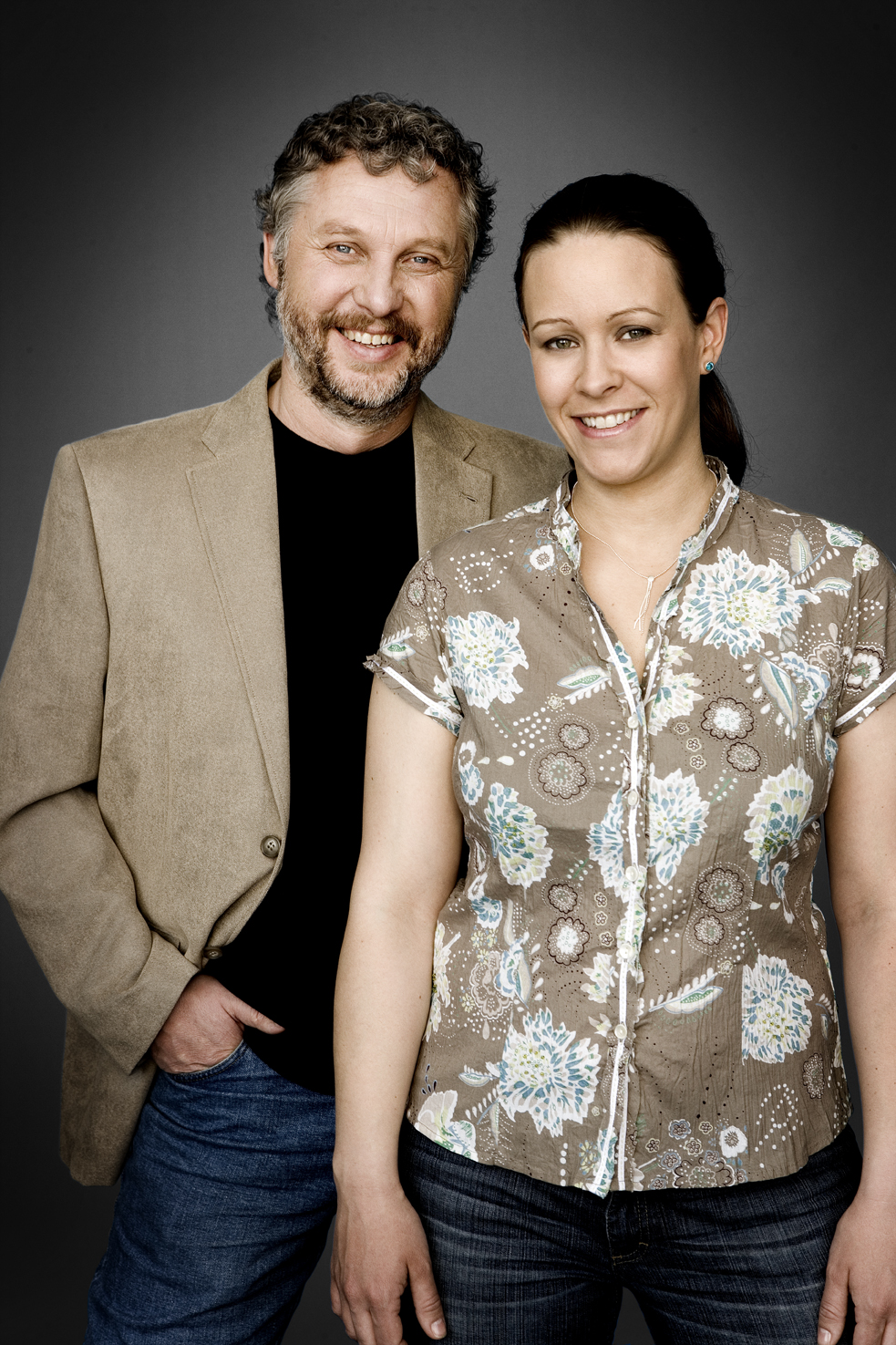
Miljöpartiets dåvarande språkrör Peter Eriksson och Maria Wetterstrand
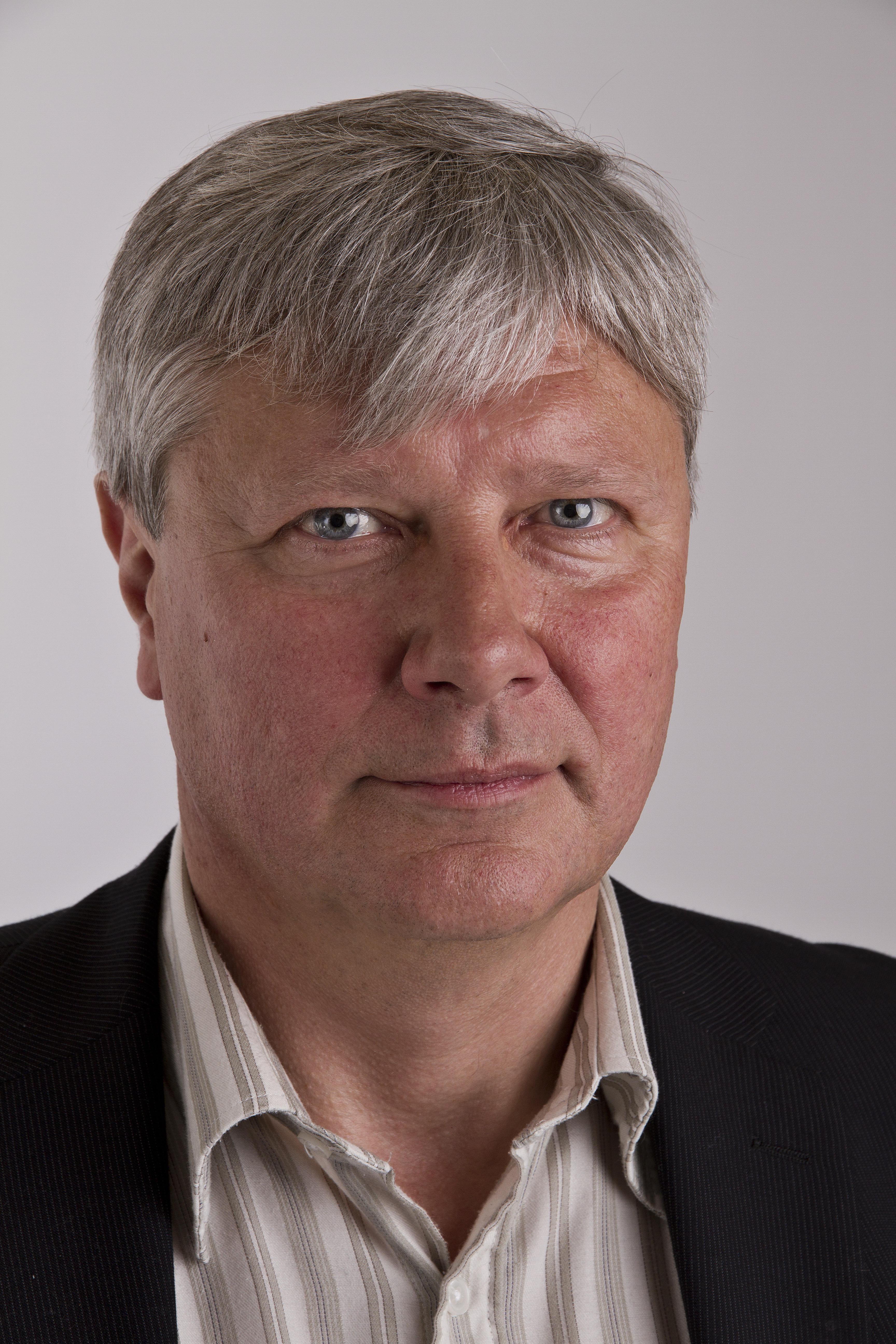
Vänsterpartiets dåvarande partiledare Lars Ohly
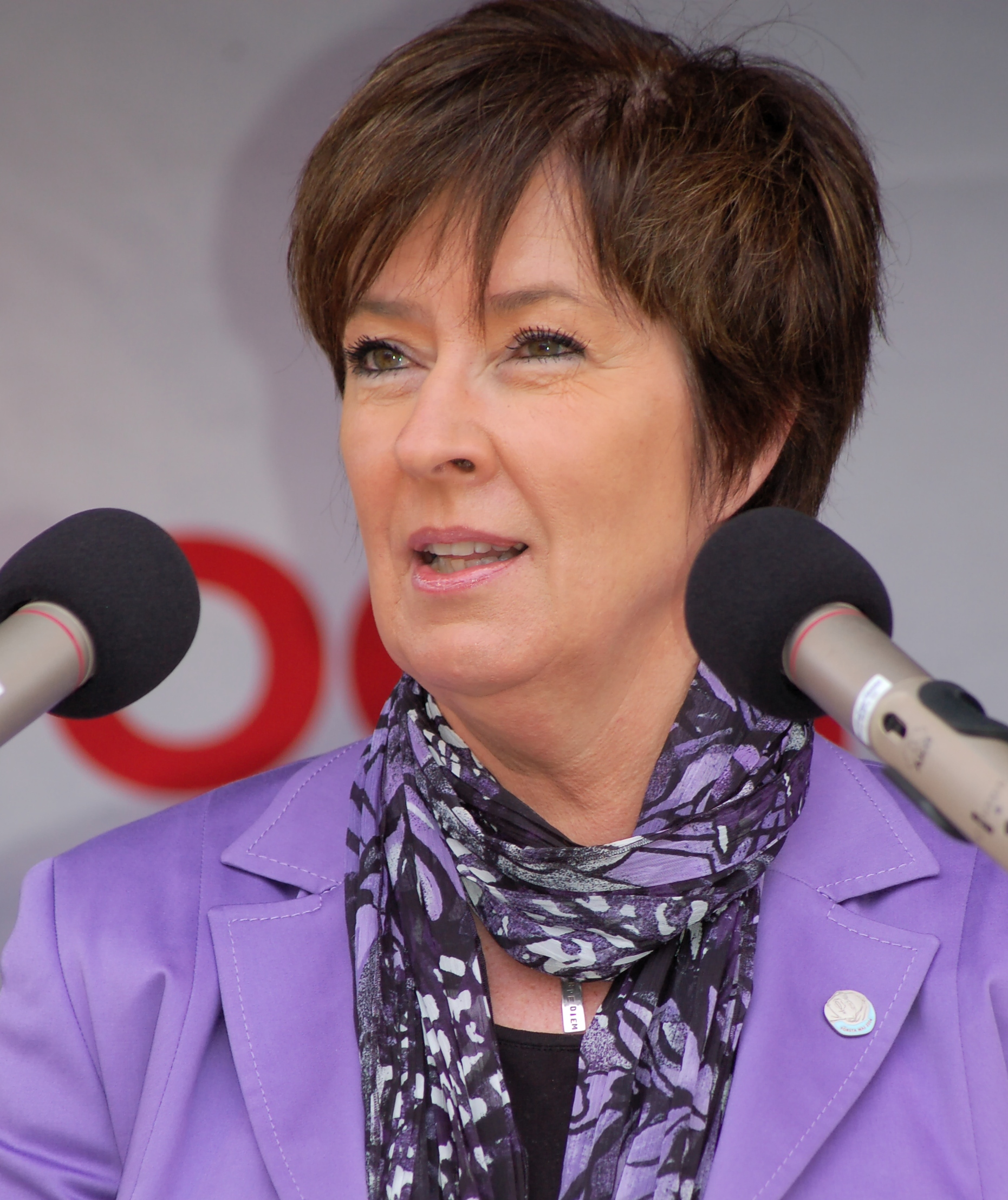
Mona Sahlin, Socialdemokraternas dåvarande partiledare

## Bildande

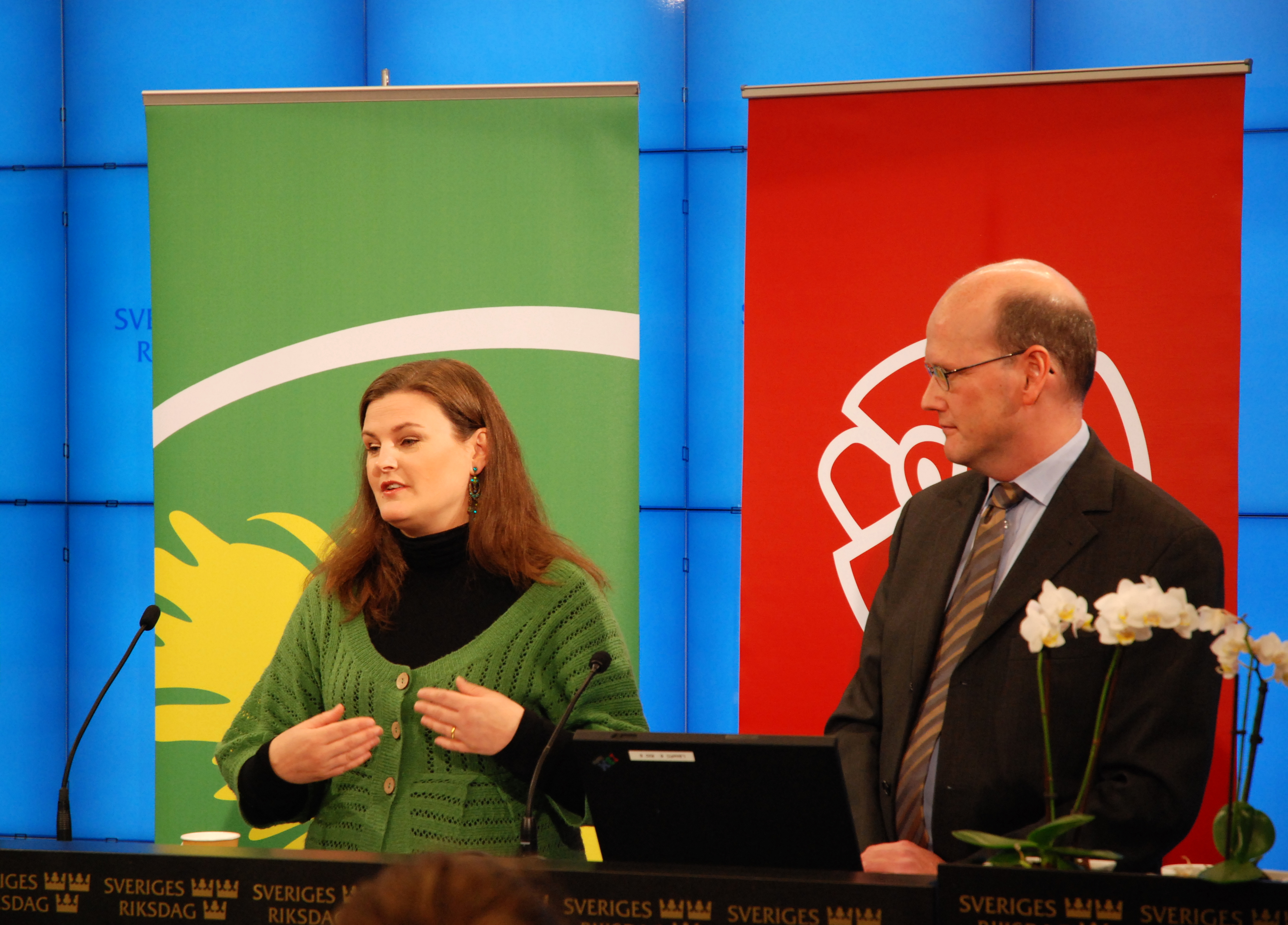
Mikaela Valtersson och Thomas Östros presenterar den gemensamma budgetmotionen 2008 – utan Vänsterpartiet.

Oppositionens arbete för ökat samarbete inleddes efter att Alliansen vunnit valet 2006 och Socialdemokraterna valt Mona Sahlin till ny partiordförande efter Göran Persson 2007. Genom att till exempel Socialdemokraterna inbjöd de övriga två partiernas partiledare till partiets egna styrelsemöte, samt särskilda partiledarmöten med mera.
Partierna träffades för första gången med målet att diskutera konkret politik i Bommersvik juni 2008, men diskussionen strandade då Vänsterpartiet ansåg att de krav som ställdes på partiet gällande den ekonomiska politiken var ultimata och oacceptabla. Miljöpartiet och Socialdemokraterna fortsatte samarbetet och lade en gemensam budgetmotion den 2 oktober. Sex dagar senare, den 8 oktober, förklarade Sahlin och Miljöpartiets språkrör Maria Wetterstrand och Peter Eriksson att partierna inledde ett samarbete fram till 2020 och hade som mål att bilda en tvåpartiregering bestående av S och MP efter valet 2010. Intern kritik framfördes mot Sahlin på grund av att "dörren mot Vänsterpartiet stängdes" och Vänsterpartiets partiledare Lars Ohly deklarerade att han aldrig skulle stödja en slik regering; även Landsorganisationen (LO), som av tradition står Socialdemokraterna nära, framförde kritik. De politiska motståndarna aktualiserade det pejorativa epitet "röd-grön röra" som myntades av Carl Bildt (Moderaterna) på 1990-talet. Två dagar senare (den 10 oktober) sade dock Sahlin att hon inte stängt någon dörr och bjöd in Ohly till nya samtal. Den 20 oktober bestämde partiledarna att låta sina partiers respektive ekonomisk-politiska talesmän – Thomas Östros (S), Ulla Andersson (V) och Mikaela Valtersson (MP) – utreda fundamenten för den ekonomiska politiken. En dryg månad senare avbröts samtalen talesmännen emellan då Vänsterpartiet inte ville ändra sin uppfattning om budgettak, överskottsmål, skatter och en självständig riksbank.
Den 7 december 2008 meddelade Sahlin, Ohly, Eriksson och Wetterstrand att de var överens om att fördjupa samarbetet och bilda en koalitionsregering vid en eventuell valseger 2010. I och med att Vänsterpartiet ändrat sin uppfattning rörande den ekonomiska politiken, till följd av de många varsel som drabbade Sverige under hösten. Partierna offentliggjorde samma dag att de hade för avsikt att tillsätta fem olika arbetsgrupper för "jobb och ekonomi", "klimat och miljö", "välfärd och rättvisa", "storstadens utmaningar" samt "en rättvis och hållbar värld", vilka ska presentera sina resultat före valet. En intern grupp tillsattes dessutom för gemensam planering partierna emellan. Arbetsgrupperna bestod av två ledamöter från vardera parti. Ingen fast ordförande fanns. Som en del i arbetet med att ta fram en ny gemensam politik gjorde man studiebesök runt om i landet och höll seminarier med inbjudna intresseorganisationer, forskare, experter och allmänhet. Arbetsgrupperna var:
- Gruppen för jobb och ekonomi: Tomas Eneroth (S), Berit Högman (S),  Ulf Holm (MP), Per Bolund (MP), Mats Einarsson (V) och Josefin Brink (V).
- Gruppen för klimat och miljö: Anders Ygeman (S) och Lars Johanson (S), Åsa Romson (MP), Lennart Olsen (MP), Wiwi-Anne Johansson (V) och Jens Holm (V).
- Gruppen för välfärd och rättvisa: Ylva Johansson (S), Veronica Palm (S), Gunvor G. Ericson (MP), Lage Rahm (MP),  Ingrid Burman (V) och Emil Broberg (V).
- Gruppen för storstadens utmaningar: Mikael Damberg (S), Anna Johansson (S), Yvonne Ruwaida (MP), Kia Andreasson (MP), Lari Pitkä-Kangas (MP), Anneli Philipson (V) och Kalle Larsson (V).
- Gruppen för en rättvis och hållbar värld: Urban Ahlin (S), Lena Hjelm-Wallén (S), Peter Rådberg (MP), Per Gahrton (MP), Hans Linde (V) och Ulla Hoffmann (V).
- Gruppen för gemensam planering: Ibrahim Baylan (S), Stefan Stern (S), Agneta Börjesson (MP), Paulo Silva (MP), Anki Ahlsten (V) och Bo Leinerdal (V).

Eriksson meddelade den 9 december 2008 att namnet för det fördjupade samarbete skulle vara De rödgröna, en sammansättning av partiernas politiska färger, vilka grundar sig på Socialdemokraternas och Vänsterpartiets ideologi socialism och Miljöpartiets gröna ideologi.

## Valet 2010

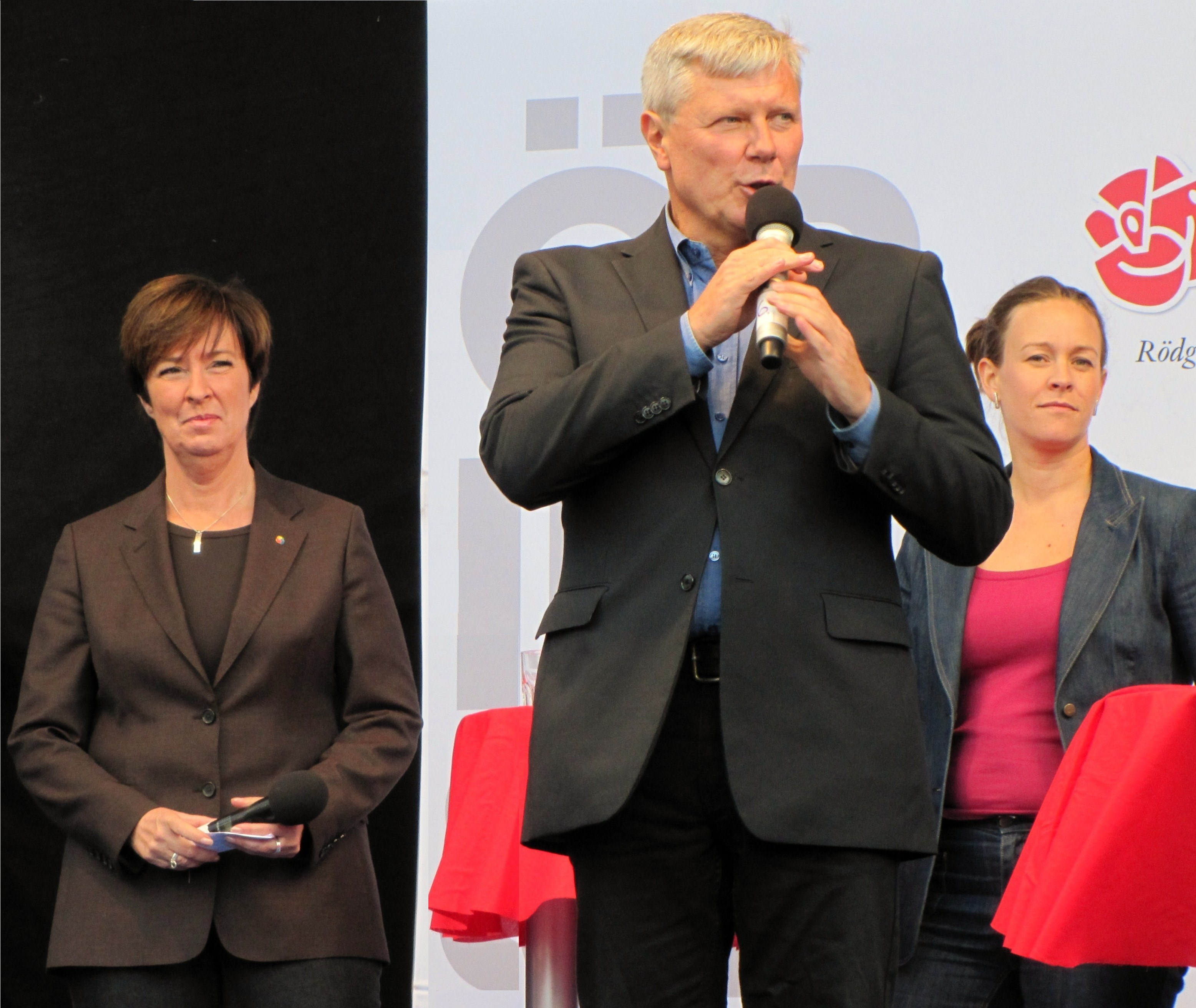
De rödgrönas valfinal i Göteborg 18 september 2010, dagen innan valet.

De rödgrönas stöd i riksdagsvalet på kommunnivå.

Under 2009 och våren 2010 hade de rödgröna opinionssiffror som talade för att de skulle vinna valet 2010. Men från sommaren 2010 och framåt närmare valet svängde siffrorna till deras nackdel. När valet närmade sig blev opinionssiffrorna allt sämre. Valresultatet blev att Miljöpartiet fick ett rekordhögt stöd. Detta räckte inte då både Vänsterpartiet och Socialdemokraterna backade. Socialdemokraterna fick 30,7%, vilket var deras sämsta valresultat sedan andrakammarvalet våren 1914.

## Upplösning
Den 25 oktober 2010 presenterade de rödgröna höstens så kallade skuggbudget. Denna erbjöd inga nyheter mot vad som hade presenterats tidigare under valrörelsen. På presskonferensen meddelades det att detta var det sista som de rödgröna gjorde gemensamt på väldigt länge. Dagen efter den 26 oktober 2010 meddelade de rödgröna att samarbetet skulle upphöra inom en överskådlig framtid.

## Efter valet 2022
Efter riksdagsvalet 2022 har även Centerpartiet, som länge använt grönt som partifärg, ibland kommit att ingå i begreppet. Partiet är tillsammans med de tre andra rödgröna partierna en del av oppositionen i Sveriges riksdag mot de styrande Tidöpartierna.

### Fotnoter
1. ↑  Sahlin, Mona; Eriksson, Peter; Wetterstrand, Maria; Ohly, Lars (7 december 2008). ”Jobbkrisen fick oss att gå ihop om regeringssamarbete”. Newsmill. Arkiverad från originalet den 8 december 2008. https://web.archive.org/web/20081208232921/http://www.newsmill.se/artikel/2008/12/07/jobbkrisen-fick-oss-att-ga-ihop. Läst 9 december 2008.
2. ↑  Nilsson, Torbjörn (27 augusti 2004). ”Centern förbereder sig för att styra Sverige”. Dagens Nyheter. Arkiverad från originalet den 11 maj 2009. https://web.archive.org/web/20090511070303/http://www.dn.se/nyheter/politik/centern-forbereder-sig-for-att-styra-sverige-1.301861. Läst 9 december 2008.
3. ↑  Nilsson, Torbjörn (27 april 2007). ”Vem behöver folkpartiet?”. Fokus. http://www.fokus.se/2007/04/vem-behover-folkpartiet/. Läst 9 december 2008.
4. ↑  Garcia, Ivan (28 mars 2008). ”V och mp på partistyrelsemöte hos s”. Sveriges Radio. Arkiverad från originalet den 5 april 2008. https://web.archive.org/web/20080405134830/http://www.sr.se/cgi-bin/ekot/artikel.asp?artikel=1979005. Läst 9 december 2008.
5. ↑  ”Ett rödgrönt samarbete för framtiden”. Vänsterpartiet. 7 december 2008. Arkiverad från originalet den 10 december 2008. https://web.archive.org/web/20081210144837/http://www.vansterpartiet.se/content/view/1901/275/. Läst 9 december 2008.

### Webbkällor
- Schiff, Johan (9 december 2008). ”De rödgröna är här”. Miljöpartiet de Gröna. Arkiverad från originalet den 18 december 2008. https://web.archive.org/web/20081218012252/http://mp.se/templates/Mct_78.aspx?avdnr=5&number=161161. Läst 9 december 2008.
- Krantz, Anita (17 oktober 2008). ”Resan mot mitten”. Fokus. http://www.fokus.se/2008/10/resan-mot-mitten/. Läst 9 december 2008.
- Andersson, Håkan (7 december 2008). ”Oppositionens väg till enhet”. Göteborgs-Posten. http://www.gp.se/ekonomi/oppositionens-v%C3%A4g-till-enhet-1.1212680. Läst 9 december 2008.